# Zh (二合字母)
Zh（小寫為 zh）是拉丁维文和阿尔巴尼亚语等之語言的二合字母。
- 在汉语中，「zh」代表清卷舌塞擦音 /ʈʂ/，用注音符号寫是ㄓ。
- 在拉丁维文中，「zh」是一個單獨的字母（二合字母），代表着輔音濁齒齦後擦音 /ʒ/。
- 在阿尔巴尼亚语中，「zh」亦是一個單獨的字母，也代表輔音濁齒齦後擦音 /ʒ/。
- 在英语中，「zh」通常用于表示浊齿龈后擦音 /ʒ/，但主要用于外来词。例如：Zhukovsky（茹科夫斯基）、Brezhnev（勃列日涅夫）。zhoosh可能是英语中唯一的含有此音的本族词。
- 在 韦氏词典音标 与 AHD音标 裡，二合字母「zh」一般代表濁齒齦後擦音 /ʒ/。
- 「zh」亦表示為西里爾字母「Ж」的拉丁字母轉寫符號。

## 參看
- Ž ž、Ʒ ʒ（拉丁字母）
- Ж ж（西里爾字母）